# Lithocarpus rufescens
Lithocarpus rufescens är en bokväxtart som beskrevs av Euphemia Cowan Barnett. Lithocarpus rufescens ingår i släktet Lithocarpus och familjen bokväxter. Inga underarter finns listade.